# Den sårede engel
Den sårede engel (finsk: Haavoittunut enkeli) er et maleri fra 1903 af den finske symbolismemaler Hugo Simberg. Det er Simbergs mest kendte værk og blev i 2006 kåret til Finlands "national-maleri" i en afstemning arrangeret af det finske nationalgalleri Ateneum, hvor billedet er udstillet.
Simberg tilhørte symbolisterne, og Den sårede engel er alvorsstemt og dystert som flere andre af hans billeder. Den centrale figur i billedet er en engel med bandage for øjnene og blod på vingerne. De to drenge, som bærer englen, er klædt i mørkt tøj som i sorg. Alvoren understreges af drengenes unge alder og blikket hos den bageste af drengene, som ser ud af billedet mod betragteren.
Kunstneren holdt fast på, at han ikke vil forklare eller kommentere indholdet og "meningen" i sine billeder. Han mente, at det er vigtigt, at betragteren selv kan skabe sine egne associationer. Simberg var plaget af hjernehindebetændelse, og ideen til billedet opstod i sygeperioden og var en kilde til trøst og indre styrke i rekonvalescensperioden. Han regnede det som sit favoritmaleri.
Da Simberg i 1905-06 skulle male kalkmalerier til Tammerfors domkirke, brugte han en større version af Den sårede engel i et af billederne. Motivet, som har ikonografisk status i Finland, er genbrugt i andre sammenhænge, blandt andet i musikvideoen til Nightwish' sang Amaranth (2007).
Bandet Nightwish har skrevet sangen Amaranth over dette billede. Musikvideoen viser de to drenge, som bærer Englen på båren hele vejen hjem til dem selv, hvor den vågner op.